# 總溫
總溫（亦稱停滯溫度、滯溫、全溫）（對應英文的），是一個與空氣動力學相關的名詞。

## 物理意義
流體在流動時具有它的壓力、溫度、密度、速度、馬赫數。如能使一流體以絕熱過程完全靜止時，那麼它的動能將轉化為內能，反映在壓力、溫度與密度上。此時之溫度便為總溫。:501實際例子為航空器的皮托管在前端量測的便是總溫與總壓。
流體總溫與靜溫的關係式為與馬赫數有關的函數：
{\displaystyle {\frac {T_{\mathrm {0} }}{T}}={1+{\frac {\gamma -1}{2}}M^{2}}} :529
其中：
| {\displaystyle T}                | = 靜溫（Static Temperature）（以絕對溫標表示） |
| {\displaystyle T_{\mathrm {0} }} | = 總溫（以絕對溫標表示）                       |
| {\displaystyle M}                | = 馬赫數                                       |
| {\displaystyle \gamma }          | = 絕熱指數（熱容比）（heat capacity ratio、）（空氣約為1.4）      |